# Hell Awaits
Hell Awaits – drugi album thrashmetalowego zespołu Slayer, wydany w sierpniu 1985 roku. 
Ten i następny album zespołu – Reign in Blood – wywarły wpływ na twórczość zespołów deathmetalowych, a przez część fanów Slayera uważane są za pionierskie dla death metalu. 

## Lista utworów
| Nr | Tytuł utworu                | Słowa                                | Muzyka                    | Długość |
| -- | --------------------------- | ------------------------------------ | ------------------------- | ------- |
| 1. | „Hell Awaits”               | Kerry King                           | Jeff Hanneman, Kerry King | 6:16    |
| 2. | „Kill Again”                | Kerry King                           | Jeff Hanneman, Kerry King | 4:56    |
| 3. | „At Dawn They Sleep”        | Tom Araya, Jeff Hanneman, Kerry King | Jeff Hanneman             | 6:19    |
| 4. | „Praise of Death”           | Jeff Hanneman                        | Kerry King                | 5:20    |
| 5. | „Necrophiliac”              | Jeff Hanneman, Kerry King            | Jeff Hanneman             | 3:45    |
| 6. | „Crypts of Eternity”        | Tom Araya, Jeff Hanneman, Kerry King | Jeff Hanneman, Kerry King | 6:38    |
| 7. | „Hardening of the Arteries” | Jeff Hanneman                        | Jeff Hanneman             | 3:58    |
|    |                             |                                      |                           | 37:12   |

## Twórcy
- Tom Araya – gitara basowa, śpiew
- Jeff Hanneman – gitara
- Kerry King – gitara
- Dave Lombardo – perkusja